# 倫敦橋站
倫敦橋站（英語：London Bridge station）是英國的一個鐵路車站，為英國全國鐵路和倫敦地鐵的共構車站。倫敦橋站位於倫敦橋的東南，查令十字以東1.6英里（2.6公里）處。倫敦橋站是世界上歷史最久的鐵路車站之一，2019/20年度也是英國乘客數第四多的車站，進出站人次多達6,310萬。

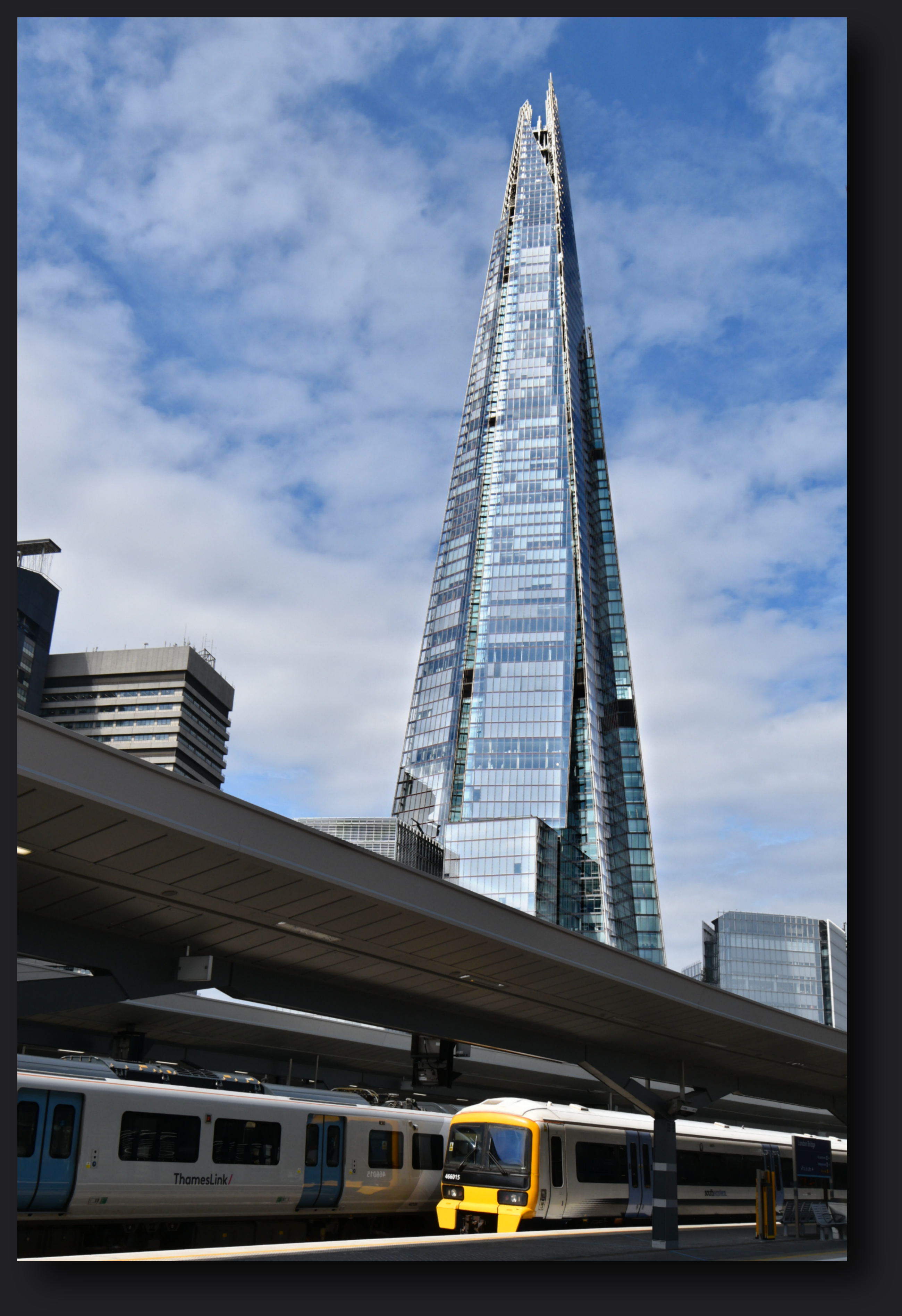

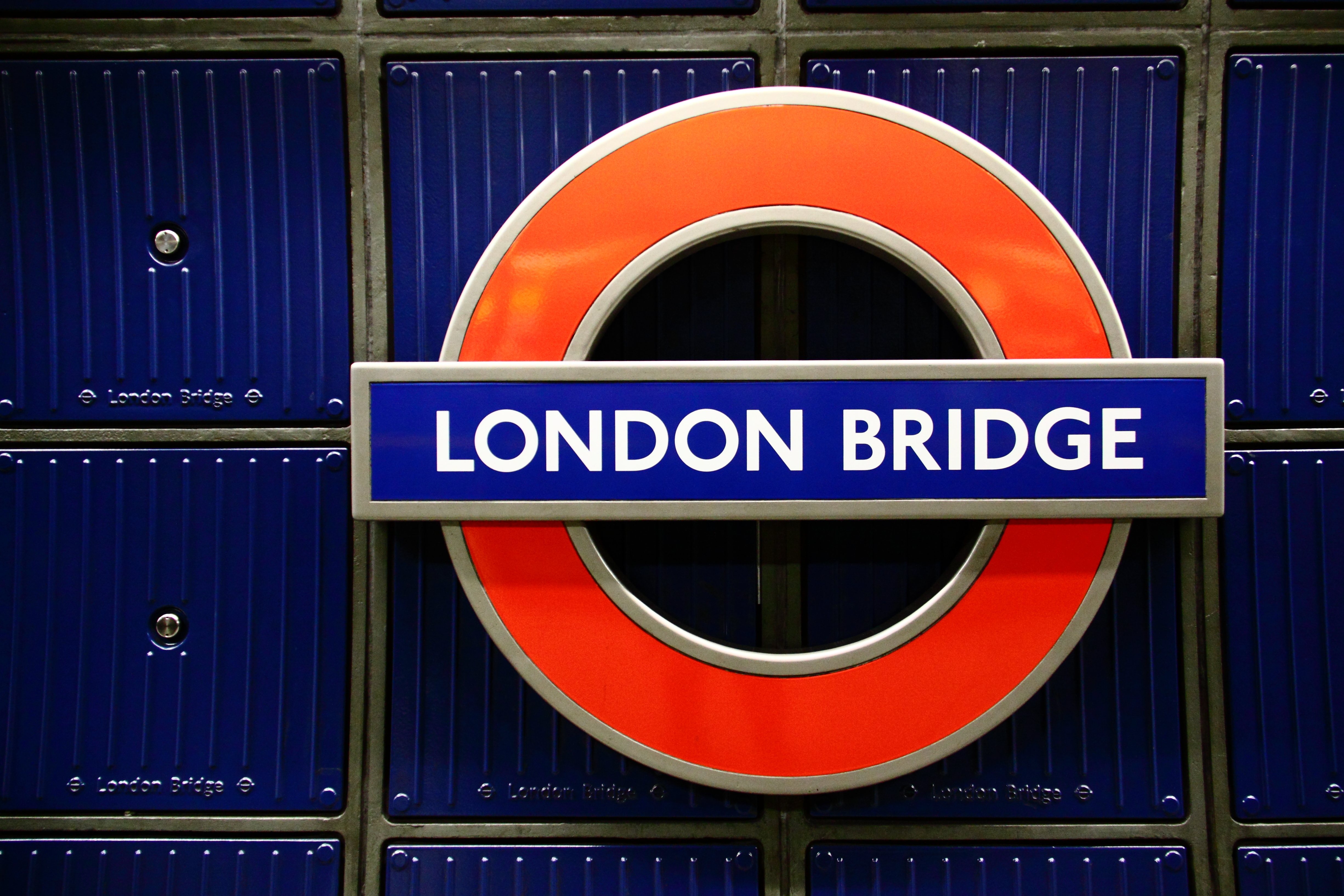

倫敦橋國鐵站是滑鐵盧車站以外，倫敦惟一位於泰晤士河南岸的鐵路總站。東南列車於此站提供前往倫敦東南部、肯特郡和東薩塞克斯郡的通勤、城際鐵路服務。南方鐵路則為本站提供前往倫敦南部、東西薩塞克斯郡和薩里郡北部的列車服務。泰晤士連線則於2018年起為本站服務，並於本站提供前往貝德福德、劍橋、彼得伯勒、布萊頓以及東西薩塞克斯郡和肯特郡等地的列車服務。
倫敦橋地鐵站則是北線銀行分支和銀禧線的轉乘站。

## 國鐵車站歷史
倫敦橋國鐵車站於1836年12月14日啟用，是倫敦所有仍然運作的鐵路總站之中最古老的。

### 倫敦及格林尼治鐵路車站
倫敦及格林尼治鐵路（以下簡稱倫格鐵路）溫泉路站至德普特福德站一段於1836年2月8日啟用，成為大倫敦最早的蒸汽鐵路、最早的客運專線和最早的全段高架鐵路。位於伯蒙德賽的溫泉路站因此成為大倫敦最早的鐵路總站，德普特福德站則是大倫敦最早且仍然運作的鐵路站。1836年，倫格鐵路公司於伯蒙德賽街建造鐵路橋的工程出現延誤，倫格鐵路溫泉路站至倫敦橋站一段因而需要延期通車。同年10月10日起，列車能夠由德普特福德一直駛到伯蒙德賽街鐵路橋的東端，當時乘客需要步行約270米至倫敦橋。 同年12月14日，通往倫敦橋站的一段倫格鐵路啟用。倫敦橋站啟用後，溫泉路站的運量大幅下跌。最終溫泉路站於1838年末關閉。
倫敦橋站開通時並沒有上蓋，直到1840年才增設塗有焦油的帆布上蓋。車站入口設有一對鐵閘。 原有車站結構的其中16條柱和14條橫樑於2013年被送贈予威爾斯阿伯里斯特威斯的萊多爾谷鐵路，以用於一座計劃興建的鐵路博物館。
在1836年鐵路工程完成之前，倫格鐵路公司就與倫敦及克羅伊登鐵路公司達成協議，使後者得以使用倫格鐵路從伯蒙德賽至倫敦橋站的軌道，並共用車站。然而，倫格鐵路公司低估了建築高架橋的工程費用，使其無法於倫敦橋建造足夠大的車站而應付將來兩家公司的列車運作。因此在 1836 年 7 月，倫格鐵路公司賣掉了倫敦橋站附近的一些土地予倫敦及克羅伊登鐵路公司，讓後者建立自己的獨立車站。
倫敦及布萊頓鐵路公司和東南鐵路公司亦分別計劃興建倫敦至布萊頓和倫敦至多佛的鐵路。英國國會規定它們所由東南英格蘭興建鐵路至倫敦時，需與倫格鐵路使用相同軌道進入倫敦。因此該兩間公司需要於南諾伍德至倫敦橋一段與倫敦及克羅伊登鐵路公司共用軌道 （亦即於伯蒙德賽至倫敦橋一段與倫格公司共用軌道）。因此倫敦及克羅伊登鐵路公司得以擴大其於倫格鐵路倫敦橋總站（以下稱南總站）北側興建的新鐵路總站（以下稱北總站）規模。

### 雙總站時期
1839年6月5日，倫敦及克羅伊登鐵路落成，北總站亦隨之啟用。倫敦及布萊頓鐵路公司、東南鐵路公司亦分別於1841年7月12日、1842年5月26日開始使用該站。啟用後，引入倫敦橋站的高架橋很快就被發現不足以應付合共四間鐵路公司所帶來的運輸需求。
因此倫格鐵路公司於1840-42年將高架橋擴闊至四軌。由於倫敦及克羅伊登、倫敦及布萊頓和東南鐵路公司使用北總站，它們又使用位於倫格鐵路南側的新軌道，因此四軌於倫敦橋站以東設有平面交叉。這除了具潛在危險，亦使列車難以調度。最後四間公司決定交換總站位置：倫格鐵路公司改為使用北總站，其餘三間公司則會清拆南總站原站房，並於原址興建新站房。此新站房原設計為設有一座鐘樓的準意大利風格建築，但最終鐘樓未有落實興建，新站房亦從未完全建成，更於1849年就被拆除。
倫格鐵路公司向其餘三間公司收取高額通行費，以讓它們使用引入倫敦橋站的一段鐵路。1843年，東南鐵路公司和倫敦及克羅伊登鐵路公司對此表示不滿，並得到國會批准另行興建一條獨立路線至南倫敦，並於南華克砌磚工臂（Bricklayers Arms）另設總站。該線於1844年5月1日落成，兩間公司亦隨即將旗下列車業務全數遷離倫敦橋站。因此南總站的新站房於1844年7月部分落成啟用時只有倫敦及布萊頓鐵路公司使用。

#### 東南鐵路車站
倫格鐵路公司隨後陷入破產邊緣，被逼於1845年1月1日起把倫格鐵路租予東南鐵路公司。東南鐵路公司因此將主要客運業務遷至倫敦橋站北總站。
1847-50年，東南鐵路公司重新發展及擴建北總站，並把進入北總站的路軌增加至六條，使旗下的鐵路路軌能夠與倫敦、布萊頓和南海岸鐵路公司轄下鐵路的路軌完全分隔開。擴建工程完成後，東南鐵路公司就結束了砌磚工臂站的客運業務，並將其改為貨運站。
1864年，北總站被再次重建，使部分路軌得以延伸至中倫敦、當年新落成的查令十字車站，以及於1866年落成的坎農街站。北總站的其中五個月台亦被改為非終端式月台，使部分列車服務能夠以本站作為的中途站。
1899年，東南鐵路公司與倫敦查塔姆及多佛鐵路公司組成聯盟：東南及查塔姆鐵路公司聯合管理委員會。聯盟於倫敦橋站以西設立鐵路交匯處，使列車駛離倫敦橋站後，可以經交匯處前往倫敦查塔姆及多佛鐵路公司擁有的霍本高架橋站和聖保羅車站（現黑衣修士國鐵站）。

#### 倫敦、布萊頓和南海岸鐵路車站
倫敦及克羅伊登鐵路公司於1845年3月棄用砌磚工臂站，並將所有業務遷至倫敦橋南總站。1846年2月27日，倫敦及克羅伊登鐵路公司、倫敦及布萊頓鐵路公司和其他小型鐵路公司合併成倫敦、布萊頓和南海岸鐵路公司，新公司繼續使用新站房尚未完工的南總站。該站房於1849年被清拆，臨時站房則於1850年啟用。1853-54年，南總站被重建及擴建，以應付日後水晶宮線落成後帶來的額外運輸需求。重建後的站房為三層箱狀建築，帶有意大利風格，並於屋頂的女兒牆上赫然展示鐵路公司的名稱「倫敦、布萊頓和南海岸鐵路」。
1861年，倫敦、布萊頓和南海岸鐵路公司於南總站增建酒店，並將其命名為總站酒店。總站酒店樓高七層，設有150個房間。由於總站酒店位於泰晤士河南岸，因此不受歡迎。1893年，酒店改為倫敦、布萊頓和南海岸鐵路公司的辦公室。前總站酒店最後於1941年二戰期間毀於轟炸。
1903年，倫敦、布萊頓和南海岸鐵路公司獲授權使用當時具試驗性質的高架電車線為南倫敦線（此線是倫敦橋至維多利亞的一條通勤鐵路線）電氣化，並於1909年12月1日完成工程。由於南倫敦線成功電氣化，其他通勤鐵路線亦陸續電氣化，例如通往水晶宮一段的鐵路就於1912年電氣化。隨後由於一戰爆發，通往克羅伊登的鐵路於1920年才電氣化。

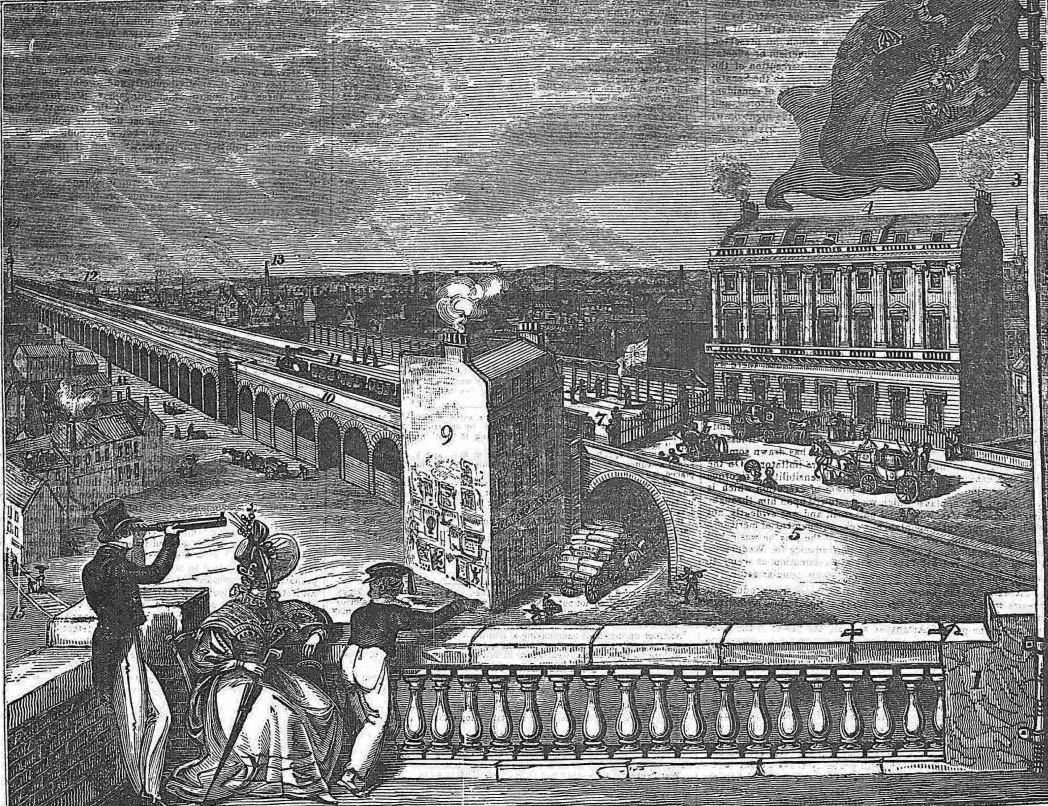
1836年12月時的倫敦及格林尼治鐵路總站
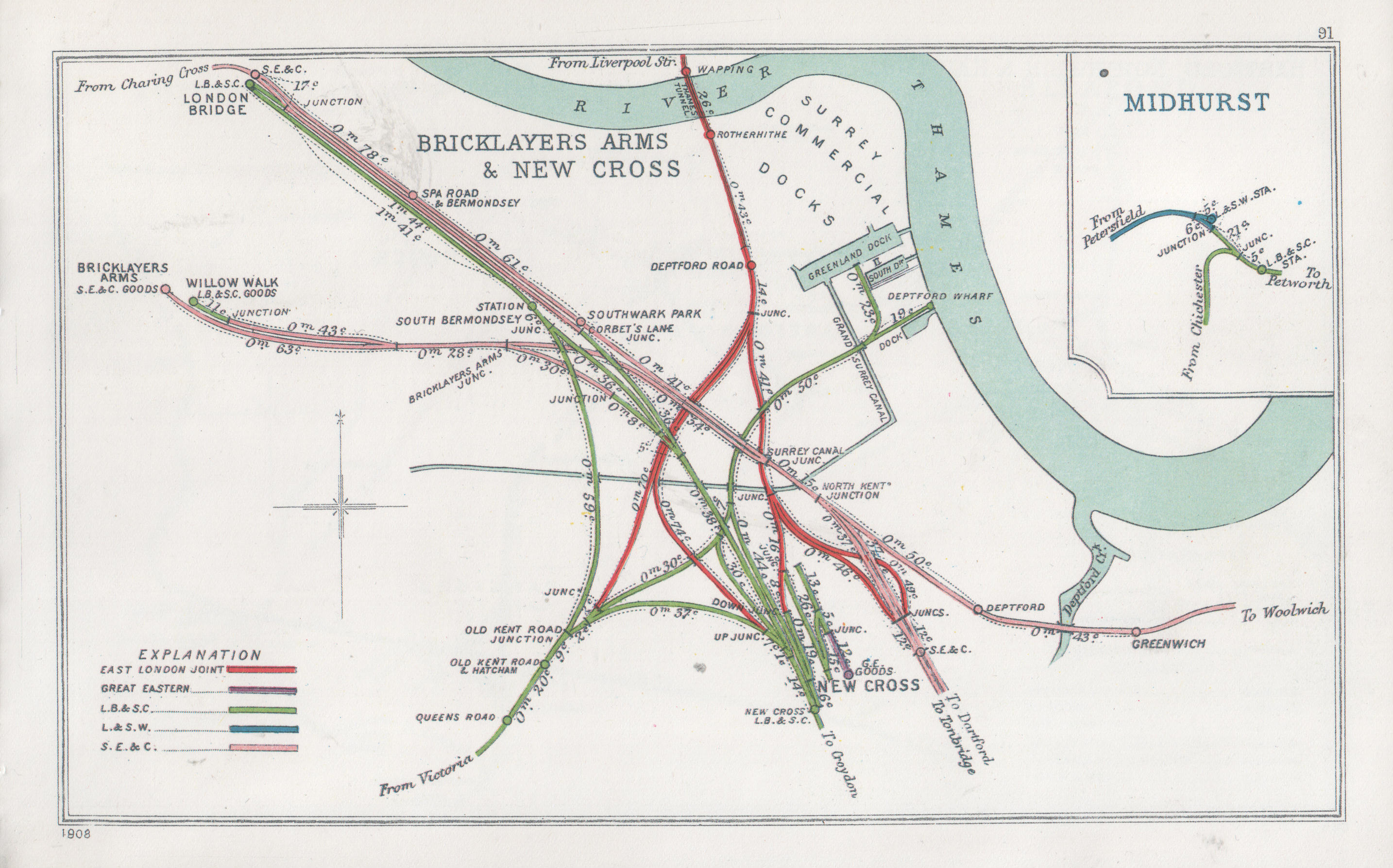
1908年的鐵路圖，可見1844年建成的砌磚工臂站支線、倫敦橋站前的平面交叉和引入倫敦橋站的一段鐵路已擴闊成四軌
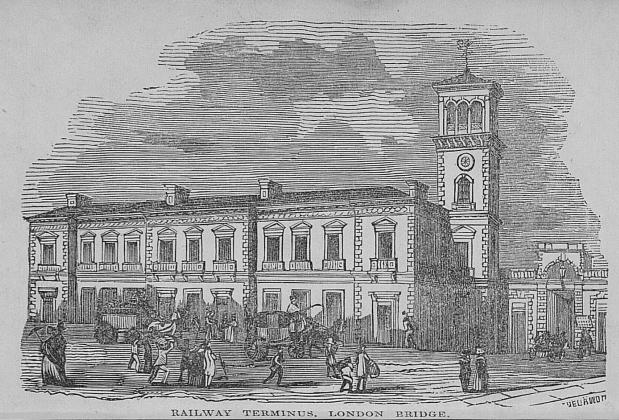
1844年南總站新站房的設計圖
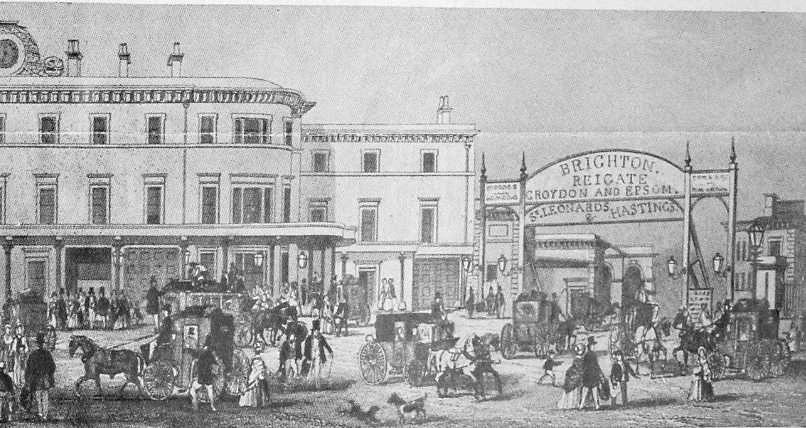
1850年南總站新站房被拆除後情況，左方為北總站（東南鐵路公司），右方為南總站的臨時站房（倫敦、布萊頓和南海岸鐵路公司）
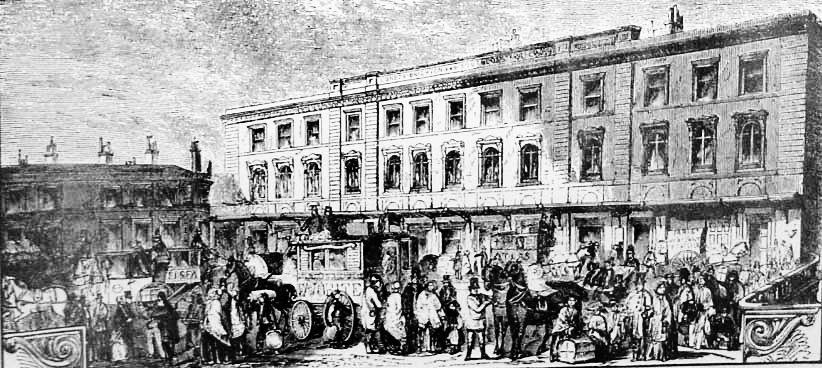
1853年，倫敦、布萊頓和南海岸鐵路站（南總站）
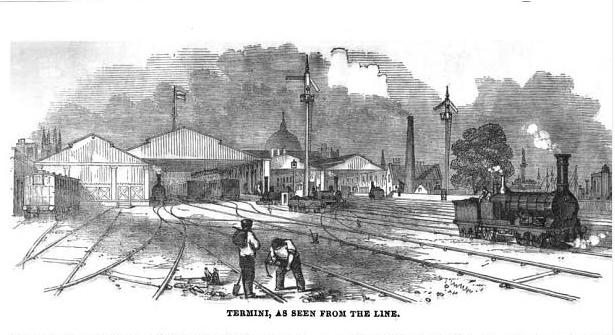
約1853年，由倫敦橋站東方望向兩座總站，左方為南總站（倫敦、布萊頓和南海岸鐵路公司），右方為北總站（東南鐵路公司）站
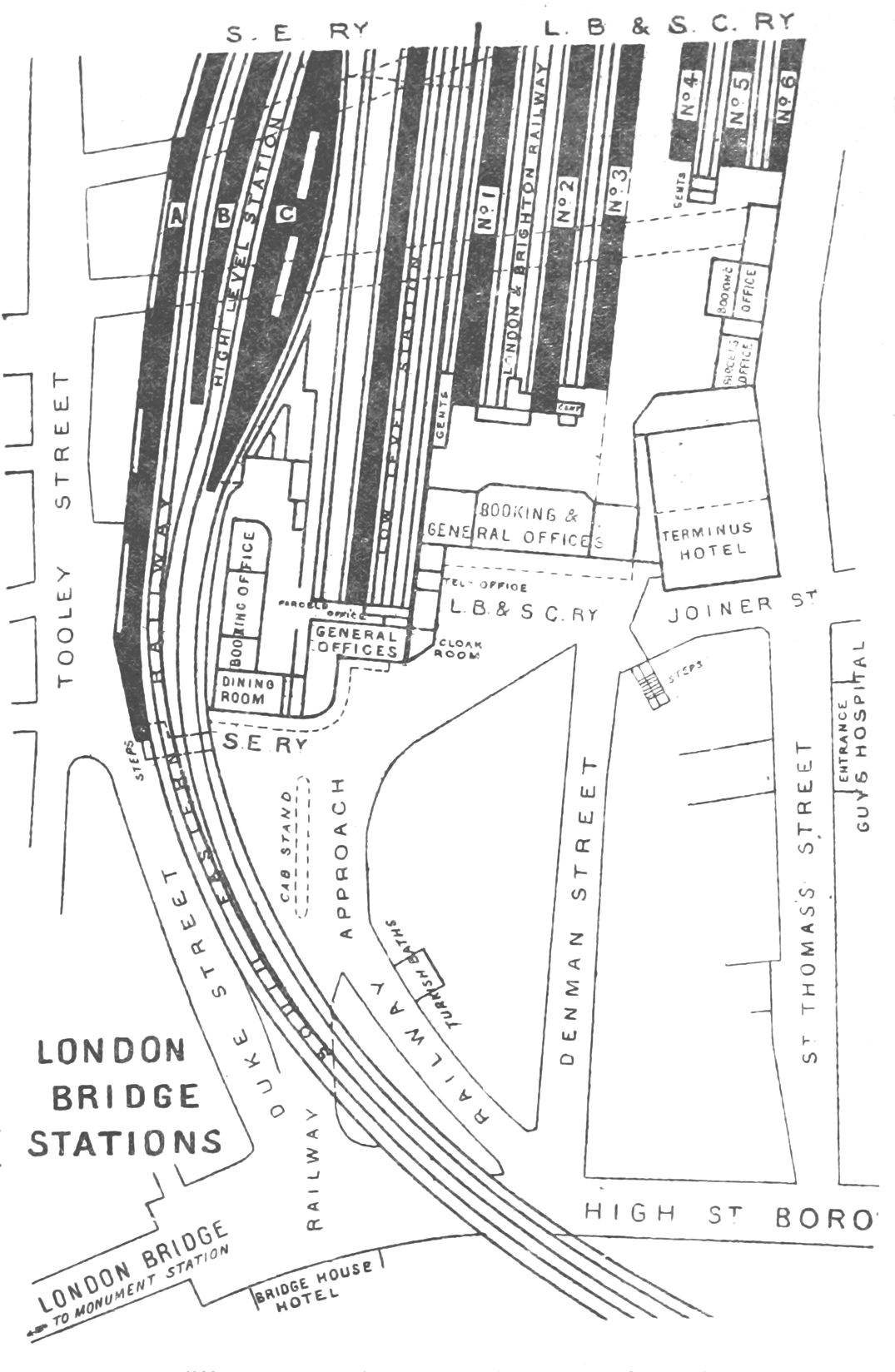
1888年的車站平面圖（左方方位向北），圖中可見左方的北總站（SER：東南鐵路公司）的終端式月台位於下層，非終端式月台則位於上層。右方的南總站（LB&SCR：倫敦、布萊頓和南海岸鐵路公司）已有新建的4-6號月台和總站酒店

### 南部鐵路車站

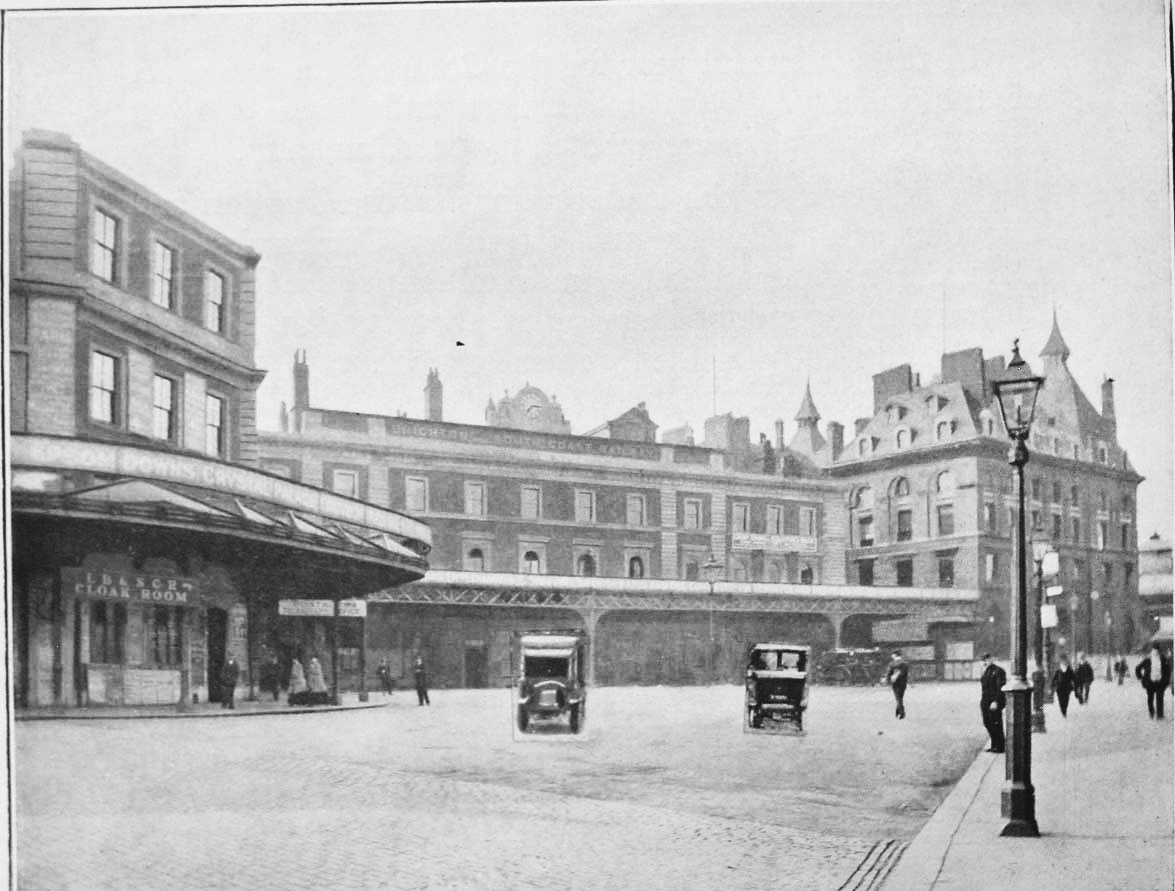
1922年時的倫敦、布萊頓和南海岸鐵路倫敦橋站，總站酒店位於相片右方

1921年鐵道法促使四大英國鐵路公司於1923年成立，其中於東南英格蘭經營的鐵路公司（包括倫敦、布萊頓和南海岸鐵路公司和東南鐵路公司）合併成南部鐵路公司。這使倫敦橋的南北總站首次歸同一公司擁有。1928年，分隔南北總站的牆被部分拆除，以方便乘客轉乘。這亦使倫敦橋站得以提供更多月台予日益頻繁的市郊列車服務使用。
1926-28年，南部鐵路公司使用第三軌供電為原屬東南及查塔姆鐵路的通勤鐵路線電氣化，這使本站有更多電氣化通勤列車服務。鐵路公司亦同時於電氣化路線安裝色燈指示式鐵路信號機。1928年3月28日，由倫敦橋經錫德納姆至水晶宮的通勤路線首次使用電氣化列車行走。前往寇斯頓北的繁忙時間路線亦於同年6月17日起開始使用電氣化列車。1929年3月3日，下列以倫敦橋為總站的通勒列車服務首次開行電氣化列車：
- 經西克羅伊登往埃普索姆山
- 經圖爾斯山和斯特雷特姆山往水晶宮
- 經米查姆至多爾金北站[24]

南部鐵路公司逐步電氣化布萊頓主線後，於1932年7月17日起開始提供倫敦橋至三橋站的電氣化列車服務。電氣化區間於1933年1月1日延伸至沿海的布萊頓和西沃辛、於1935年7月7日延伸至西福德、伊斯特本和黑斯廷斯，並於1938年7月3日延伸至博格諾里吉斯和利特爾漢普頓。
於1930年代，倫敦橋站的列車時間表就有一系列集中於下午五時左右出發的通勤列車，包括於下午五時正至五時零五分的一系列分別前往布萊頓、伊斯特本和利特爾漢普頓的列車班次。這些「五時列車」班次一直保留到1970年代中期。
1940年12月至1941年初，倫敦橋站因為倫敦大轟炸而遭受嚴重破壞。受損嚴重的前總站酒店當時被認為結構不再安全，因此於1941年被清拆。

### 國有化時期
1948年，隨著英國全國的鐵路被國有化，倫敦橋站改屬英國鐵路公司。1950及1960年代，英國鐵路陸續為東南英格蘭的通勤鐵路線電氣化，剩餘以倫敦橋為總站的通勒列車服務因此陸續改以電氣化列車行走。1964年，由倫敦橋站前往奧斯德（Oxted）和阿克菲爾德的蒸汽列車服務被柴油 / 電氣化列車取代。同年1月4日清晨4時50分，最後一班表定的蒸汽列車於本站開出，該列車以N型機車牽引，終點站為湯布里奇（經雷德希爾）。
1970年代初，本站已無法應付逐漸上升的運輸需求。因此英國鐵路公司於1972-78年為本站及引入本站的鐵路路軌展開重建工程。工程包括建造新的車站大堂、為前屬東南鐵路公司的月台增設新的簷篷、以及一項當時造價達2,100萬英鎊的重置信號計劃，計劃中16個信號箱會遷入新建的倫敦橋地區信號中心。儘管如此，本站的客流量卻於1970年代逐漸下滑。雖然本站仍然是前往倫敦市和西區列車的重要中途站，但到1980年代初，以本站為總站的列車數目已大幅下降。1988年1月，跨越本站北端的橋樑獲列入為二級登錄建築。同年12月，本站的9-16號月台（前屬倫敦、布萊頓和南海岸鐵路公司）亦被列入作二級登錄建築。
1991年，曾有一項名為「泰晤士連線 2000」的計劃，旨在改善連繫倫敦橋站與大北方沿線（即東海岸主線南段及其支線）的鐵路服務，並估計相關工程會於1997年完成。

### 泰晤士連線計劃及車站重建工程

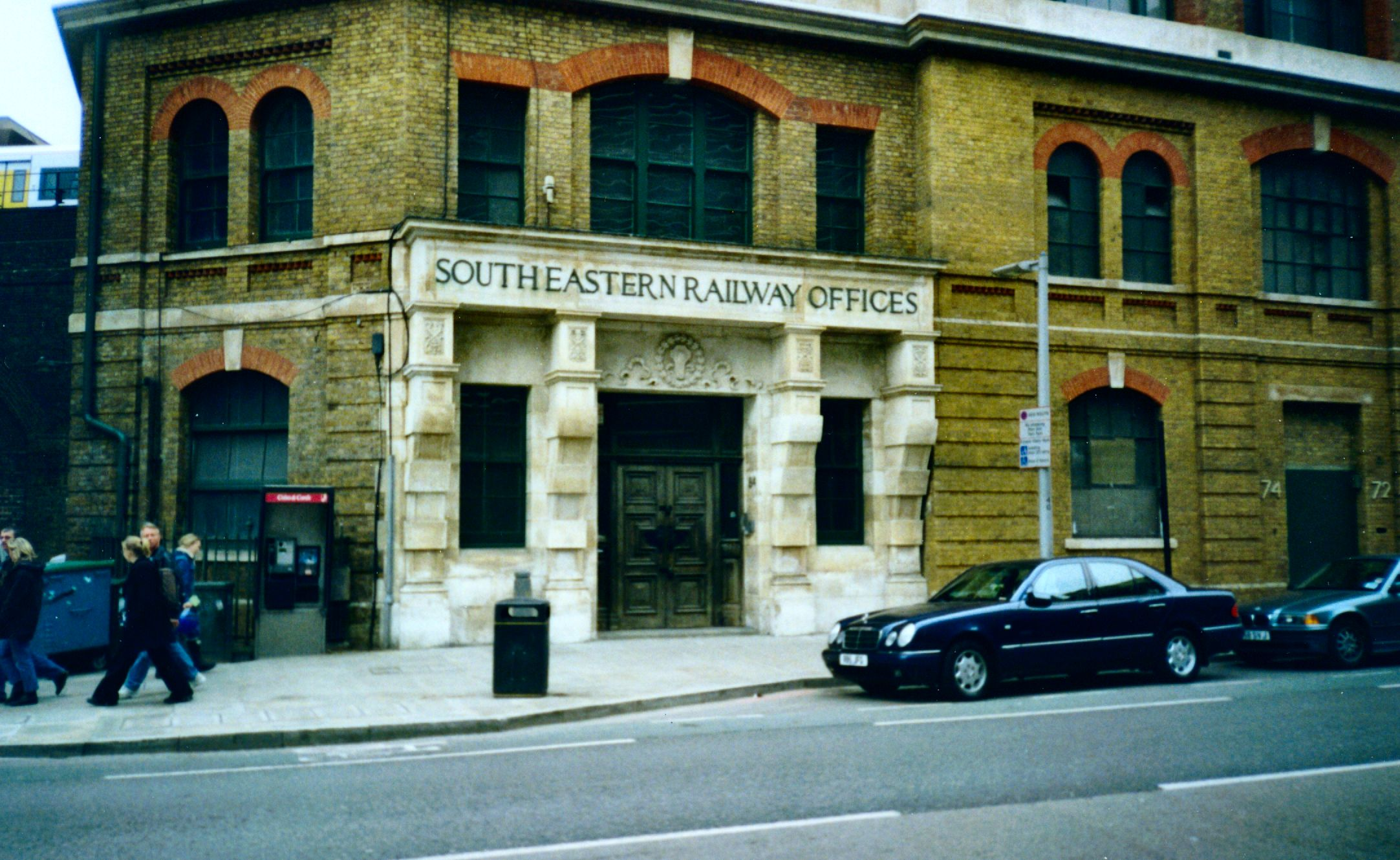
1893年啟用、位於Tooley街倫敦橋站旁邊的前東南鐵路公司總部

2009至2017年，倫敦橋站被大規模重建，工程包括為車站增設兩處通往地面街道的出入口，以及改建月台、大堂和零售設施。
2012年，倫敦橋站上層大堂上蓋物業碎片大廈落成。大廈為車站提供一處新出入口。大廈前方一座大型巴士站亦同步啟用。同年，與泰晤士連線計劃相關的倫敦橋站月台重建工程展開。工程首先將車站終端站部分的三個月台改為中途站的一部分，並延長終端站部分剩餘六個月台和中途站部分三個新月台的長度，使它們與原有的六個非終端式月台一樣可以容納十二卡的列車。來自/前往查令十字車站的列車獲分配使用6-9號月台，泰晤士連線的列車則使用4-5號月台。重建工程後，所有月台的遮雨篷長度均覆蓋整座月台。
在車站北部，供來自/前往坎農街站列車使用的月台亦得到重建。受月台工程影響，來自/前往查令十字車站的列車於2015-16年大部分時間均不停倫敦橋站，來自/前往坎農街站的列車則於2016-17年不停倫敦橋站。來自/前往黑衣修士站或以北的泰晤士連線列車亦於2015年至2018年5月不停倫敦橋站。
於1970年代增設、讓乘客於月台間轉乘的人行天橋也於工程中被拆除。工程完成後，乘客可從月台層通過電梯、樓梯和自動扶梯進入月台下方新建的地面大堂，以前往其他月台轉乘。為了於月台下方建設轉乘大堂，工程需要拆除車站下方、位於史坦納街和韋斯頓街之間的磚砌拱頂。車站下方的一段史坦納街和韋斯頓街則改為行人專用，並成為地面大堂的一部分。工程亦把車站部分拱門下方的空間翻新，並將商店遷入這些空間，以擴闊由地面大堂前往喬伊納街和倫敦橋地鐵站的通道。
地面大堂亦新增兩處出入口，北口通往Tooley街，南口則通往聖托馬斯街。北口興建期間，1893年啟用、位於Tooley街的前東南鐵路公司總部遭到拆除。
2018年5月9日，威爾斯親王威廉為重建完成的倫敦橋站舉行開幕典禮。整項重建工程估算造價為約10億英鎊。工程完成後，泰晤士連線列車開始於倫敦橋站提供全日服務，班次亦顯著增加。2019年7月，倫敦橋站獲列入英國建築界的史特靈獎候選名單。

## 國鐵列車服務
倫敦橋站是英國其中一個最繁忙的國鐵站，於2019/20年度估算有6,310萬人次進/出本站。與其他車站一樣，本站的客流因為2019冠狀病毒病疫情大幅減少，2020/21年度估算有1,380萬人次進/出本站，比上年度下跌約78%。雖然如此，本站於2020/21年度成為英國第3繁忙的國鐵站，僅次於維多利亞車站和斯特拉福德站。
倫敦橋站現時共有15個月台：
- 1-3號月台供來自/前往坎農街站的東南列車使用
- 4-5號月台供泰晤士連線的列車使用
- 6-9號月台供來自/前往查令十字車站的東南列車使用
- 10-15號月台為終端式月台，供南方鐵路公司的列車使用

乘客可從各個月台通過電梯、樓梯和自動扶梯進入月台下方的地面大堂，以前往其他月台轉乘。
於平日非繁忙時段，本站的列車班次每小時為：

### 東南列車（自 / 往查令十字車站）[51]
- 14班 往查令十字
- 2班 往達特福德，經貝克斯利希斯
- 2班 往達特福德，經劉易舍姆及伍利奇兵工廠
- 2班 往格雷夫森德，經席德卡普
- 2班 往希斯（Hayes，倫敦布羅姆利區），經卡特福德橋
- 2班 往七橡樹，經樹叢公園（Grove Park，倫敦劉易舍姆區）
- 2班 往黑斯廷斯，經唐橋井（1班半快速、1班各站停車）
- 2班 往阿什福德國際車站，其中一班續駛至多佛小修道院站（Dover Priory）

### 東南列車（自 / 往坎農街站）
- 8班 往坎農街
- 2班 往奧爾平頓，經樹叢公園（Grove Park，倫敦劉易舍姆區）
- 2班 往希斯（Hayes，倫敦布羅姆利區），經卡特福德橋
- 2班 往史萊德綠地（Slade Green），經格林尼治及伍利奇兵工廠，然後經席德卡普返回坎農街
- 2班 往史萊德綠地，經席德卡普，然後經伍利奇兵工廠及格林尼治返回坎農街

### 南方鐵路列車
所有服務本站的南方鐵路列車均以本站為起訖站。
- 2班 往東克羅伊登，經佩卡姆黑麥和斯特雷特姆公地
- 1班 往阿克菲爾德，經奧斯德（Oxted）
- 2班 往Caterham和Tattenham角，列車會於珀利拆解
- 2班 往貝肯納姆交匯，經水晶宮
- 2班 往埃普索姆，經西克羅伊登
- 2班 往倫敦維多利亞，經森林山和水晶宮

### 泰晤士連線列車[52]
- 4班 往布萊頓，經蓋特威克機場
- 2班 往霍舍姆，經雷德希爾和蓋特威克機場
- 2班 往蓋特威克機場，經雷德希爾
- 2班 往雷恩漢姆（Rainham，肯特郡），經格林尼治、伍利奇兵工廠、達特福德和格雷夫森德
- 2班 往盧頓（各站停車）
- 4班 往貝德福德（半快速列車）
- 2班 往劍橋，經斯蒂夫尼奇
- 2班 往彼得伯勒，經斯蒂夫尼奇

## 倫敦橋地鐵站
倫敦橋地鐵站（英語：London Bridge tube station），是倫敦地鐵銀禧線和北線銀行分支的轉乘站，屬於倫敦軌道運輸第1收費區。在2021年，一共有3,086萬人次使用本站，使本站成為倫敦地鐵網絡中第4繁忙的車站。本站亦是惟一於站名中擁有「倫敦」字眼的倫敦地鐵站。
銀禧線和北線在本站各自有2個月台，兩線月台均設有無障礙通道通往位於自治市高街的出入口。Tooley街出入口則只設扶手電梯連接月台層。
倫敦橋站的國鐵站和地鐵站設有各自獨立的付費區，需要轉乘國鐵的地鐵乘客需要先出閘，然後前往國鐵站的地面或上層大堂入閘。

## 地鐵站歷史

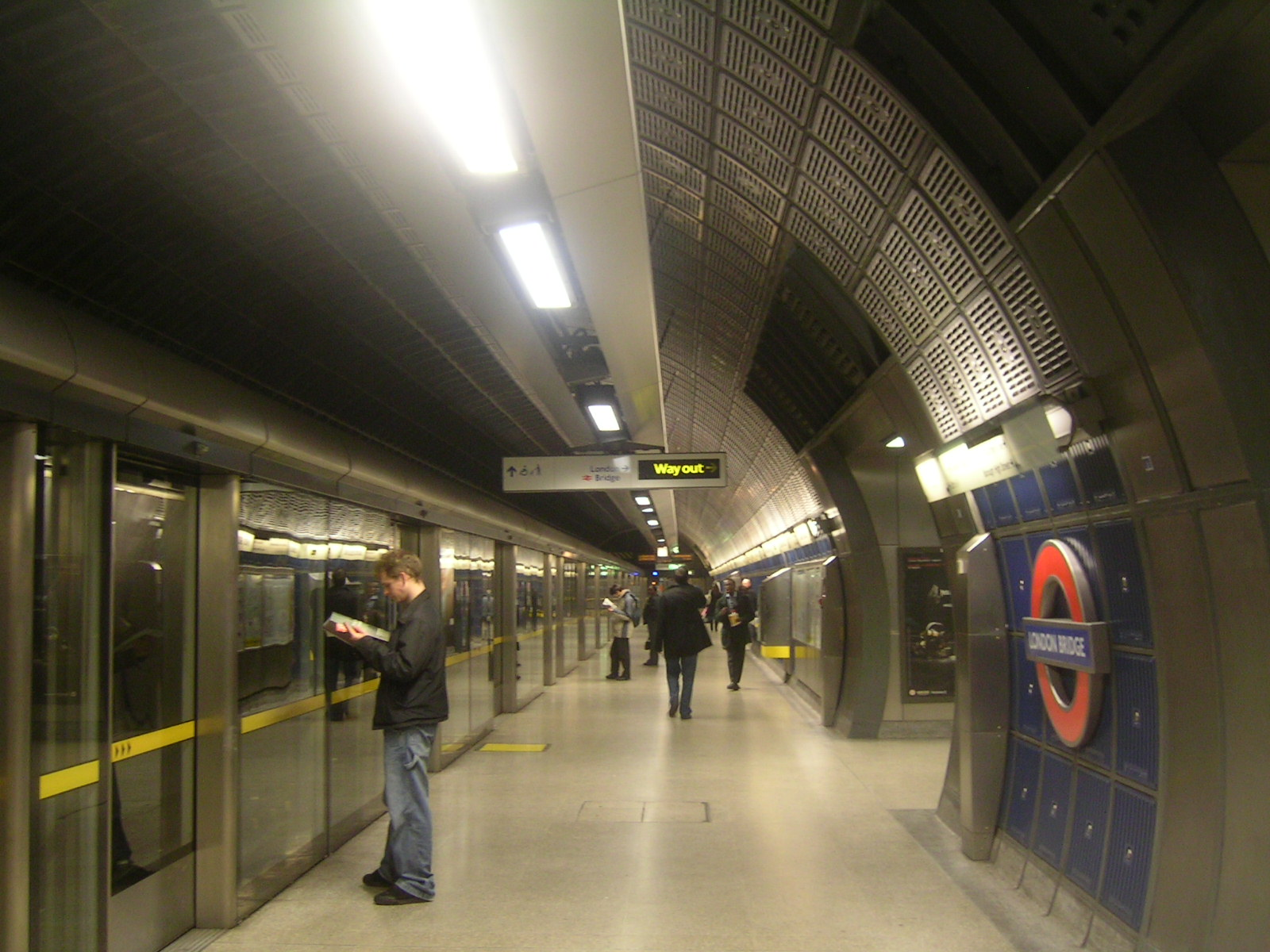
本站銀禧線月台

### 北線
1883年11月，興建倫敦市及南華克地鐵（城市及南倫敦鐵路前身）的私人條例草案被呈交至國會審批。草案中的走線是由南倫敦南華克區的象堡，於自治市設站後向北穿過泰晤士河底，並於倫敦市威廉王街設終點站。1884年7月28日，法案獲得御准，並成為倫敦市及南華克地鐵法1884。1886年工程展開。1890年12月18日城市及南倫敦鐵路首階段通車。然而，當時鐵路下穿泰晤士河前的最後一站為自治市站，本站尚未興建。
1890年鐵路開通前夕，城市及南倫敦鐵路公司就已向國會呈交法案，以徵得國會批准興建一條自威廉王街至伊斯靈頓的新鐵路。由於威廉王街車站佈置惡劣，原有鐵路穿過泰晤士河後又需要以陡峭的坡度上升到該站，新鐵路並不打算直接連接到現有的運行隧道，新鐵路總站會以行人隧道連接威廉王街車站，乘客可以通過行人隧道在兩條線路之間進行換乘。該法案因新鐵路未能直通現有線路被國會否決。公司早已認識到威廉王街車站的缺陷，在開通初期，總站很快就成為樽頸，並導致列車擠塞。在線路開通僅一年後，公司就改為計劃建造一條新隧道以繞過有問題的鐵路北段，並在1891年11月向國會提交經修訂的法案。
新計劃中，新隧道將會於自治市站以北自原鐵路隧道分岔，改經倫敦橋並於該處設站，以方便乘客轉乘城際鐵路。然後，新隧道會於倫敦橋東側過河，並向北穿過倫敦市至天使。1893年8月24日，此計劃獲得御准。1900年2月26日，繞過威廉王街車站的鐵路北延線通車，本站、銀行站及沼澤門站（時稱沼澤門街站）啟用，威廉王街車站及連接該站的隧道則於同日被永久關閉。
本站啟用時，出入口設於三城堡樓，位於倫敦橋街和鐵路通道的路口。後來出入口改設於Tooley街和自治市高街。原有的出入口建築已於2013年3月被拆除。
1987年11月18日國王十字站大火後，一份獨立報告建議倫敦地鐵研究各車站的客流及擁擠情況，並作出改善措施。因此，擁擠的北線月台於1990年代後期被重建，以擴闊月台及通道空間，同時應付銀禧線開通所帶來的轉乘客流。
北線銀行支線的北行隧道從自治市站以南（包括本站）到沼澤門站以南都是位於南行月台的東端，因此北線列車於本站是靠右側行駛。

### 銀禧線
本站的銀禧線月台隨著銀禧線延線逐步通車而於1999年10月7日啟用，但月台啟用前一個月已有載客列車過站不停。銀禧線延線建造工程為本站增設了一個新票務大堂。此大堂位於倫敦橋國鐵站的橋拱下，並於喬伊納街和自治市高街設出入口。
月台建設期間，工程人員發現了一系列古羅馬時期的遺物，包括陶瓷和一些馬賽克碎片。部分遺物現被存放於本站予公眾展覽。考古學家發現本站銀禧線月台位置正座落在一條通往倫蒂尼恩的古羅馬主要道路上。
與銀禧線延線的其他地下車站一樣，本站的銀禧線月台設有全高式月台門。
本站以西有一條順向橫渡線，因此銀禧線列車能夠以本站作終點站。

## 車站相片

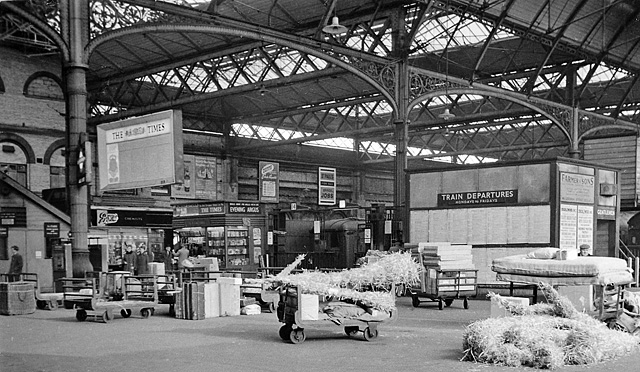
1978年重建工程完成前的倫敦橋國鐵站大堂
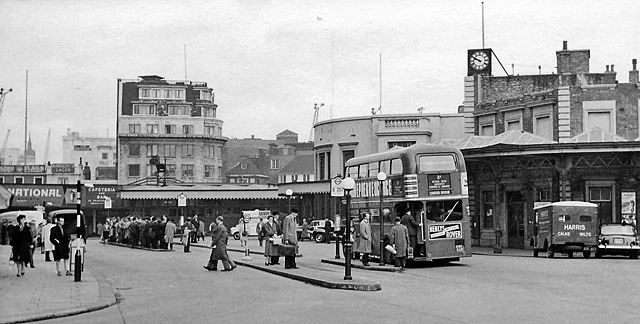
1978年重建工程完成前的國鐵站前通道
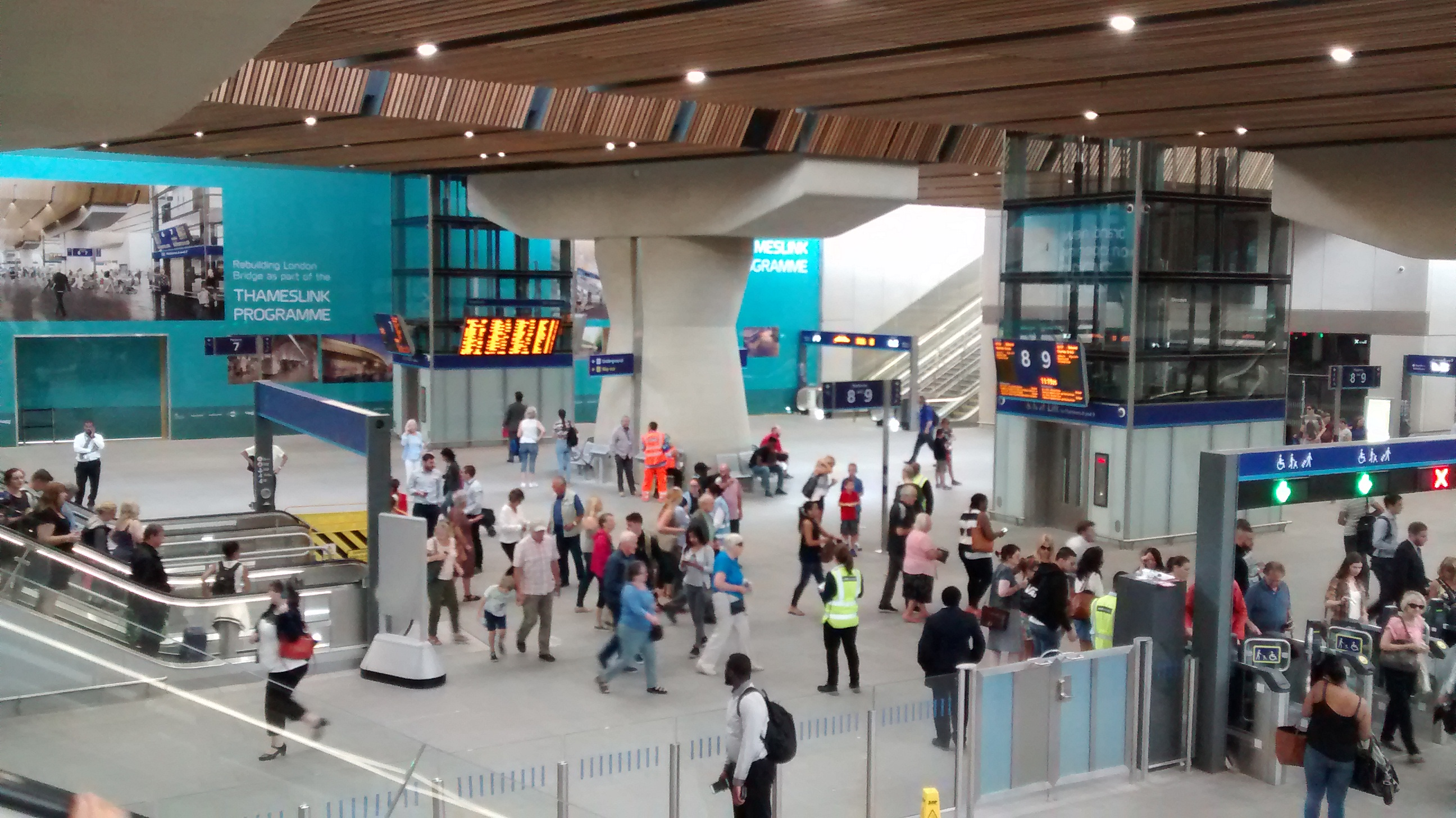
2016年8月，國鐵站7-9號月台下方的一部分新地面大堂
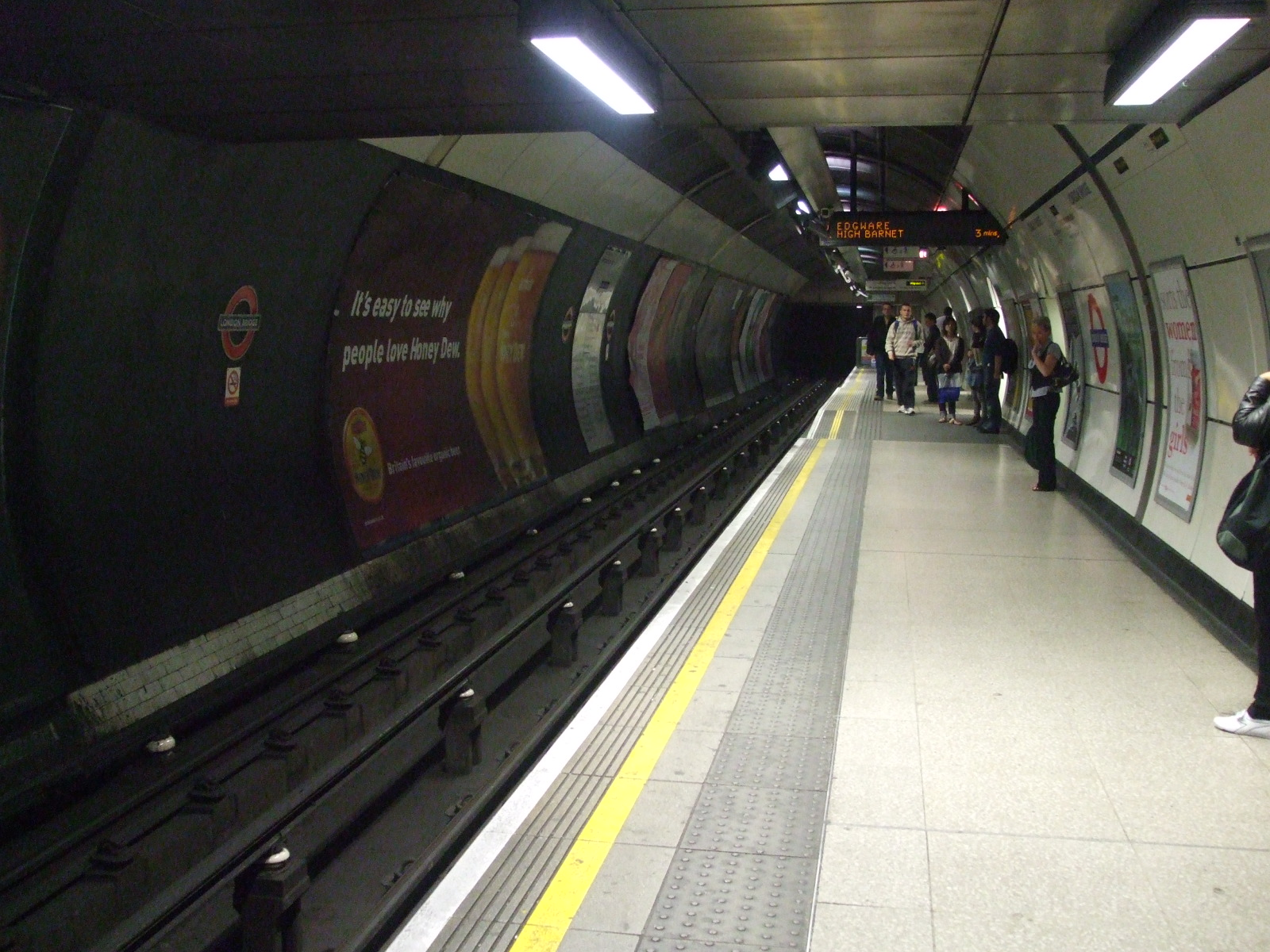
地鐵站北線月台，視角向南

## 鄰近地標
- 貝爾法斯特號輕巡洋艦
- 倫敦塔橋
- 時尚和紡織品博物館
- 蓋伊醫院
- 倫敦國王學院蓋伊校區
- 博羅市場
- 薩瑟克座堂
- 克林克監獄博物館

## 接駁交通
倫敦水上交通於鄰近本站的倫敦橋城市碼頭提供三條航線服務：
|  | 航線編號 | 航線                                                    | 參考資料 |
|  | -------- | ------------------------------------------------------- | -------- |
|  | RB1      | 巴特錫發電站碼頭/西敏碼頭 ↔ 北格林尼治碼頭/巴金河畔碼頭 | [ 76 ]   |
|  | RB2      | 巴特錫發電站碼頭 ↔ 北格林尼治碼頭/格林尼治碼頭          | [ 77 ]   |
|  | RB6      | 匹尼碼頭 ↔ 金絲雀碼頭                                   | [ 78 ]   |

註：RB6航線於週末不設服務。
三條航線均以雙體船行走，並於繁忙時間提供更頻密的班次。